# Советский сельсовет (Алтайский край)
Советский сельсовет — сельское поселение в Советском районе Алтайского края.
Административный центр — село Советское.

## Население
| 1997  | 1998  | 1999  | 2000  | 2001  | 2002  | 2003  | 2004  | 2005  | 2006  | 2007  | 2008  |
| ----- | ----- | ----- | ----- | ----- | ----- | ----- | ----- | ----- | ----- | ----- | ----- |
| 5747  | ↘5594 | ↗5704 | ↗5871 | ↗5880 | ↘5449 | ↗5493 | ↘5437 | ↘5427 | ↘5377 | ↘5259 | ↗5260 |
| 2009  | 2010  | 2011  | 2012  | 2013  | 2014  | 2015  | 2016  | 2017  | 2018  | 2019  | 2020  |
| ↘5206 | ↗5233 | ↘5220 | ↘5155 | ↘5086 | ↘4971 | ↘4880 | ↘4824 | ↘4786 | ↘4731 | ↘4694 | ↘4638 |
| 2021  |       |       |       |       |       |       |       |       |       |       |       |
| ↘4634 |       |       |       |       |       |       |       |       |       |       |       |

По результатам Всероссийской переписи населения 2010 года, численность населения муниципального образования составила 5233 человека, в том числе 2429 мужчин и 2804 женщины.

## Состав сельского поселения
В состав сельского поселения входит один населённый пункт — село Советское.